# Troguéry
Troguéry [tʁogeʁi] est une commune française située dans le département des Côtes-d'Armor, en région Bretagne.

## Géographie
| Minihy-Tréguier |          | Trédarzec  |
|                 | Troguéry | Pouldouran |
| La Roche-Jaudy  |          | Hengoat    |

### Hydrographie
Pour un article plus général, voir Réseau hydrographique des Côtes-d'Armor.
La commune est située dans le bassin Loire-Bretagne. Elle est drainée par le Jaudy et le Moulin de Bizien,.
Le Jaudy, d'une longueur de 48 km, prend sa source dans la commune de Tréglamus et se jette  dans la Manche en limite de Plouguiel et de Kerbors, après avoir traversé 13 communes.

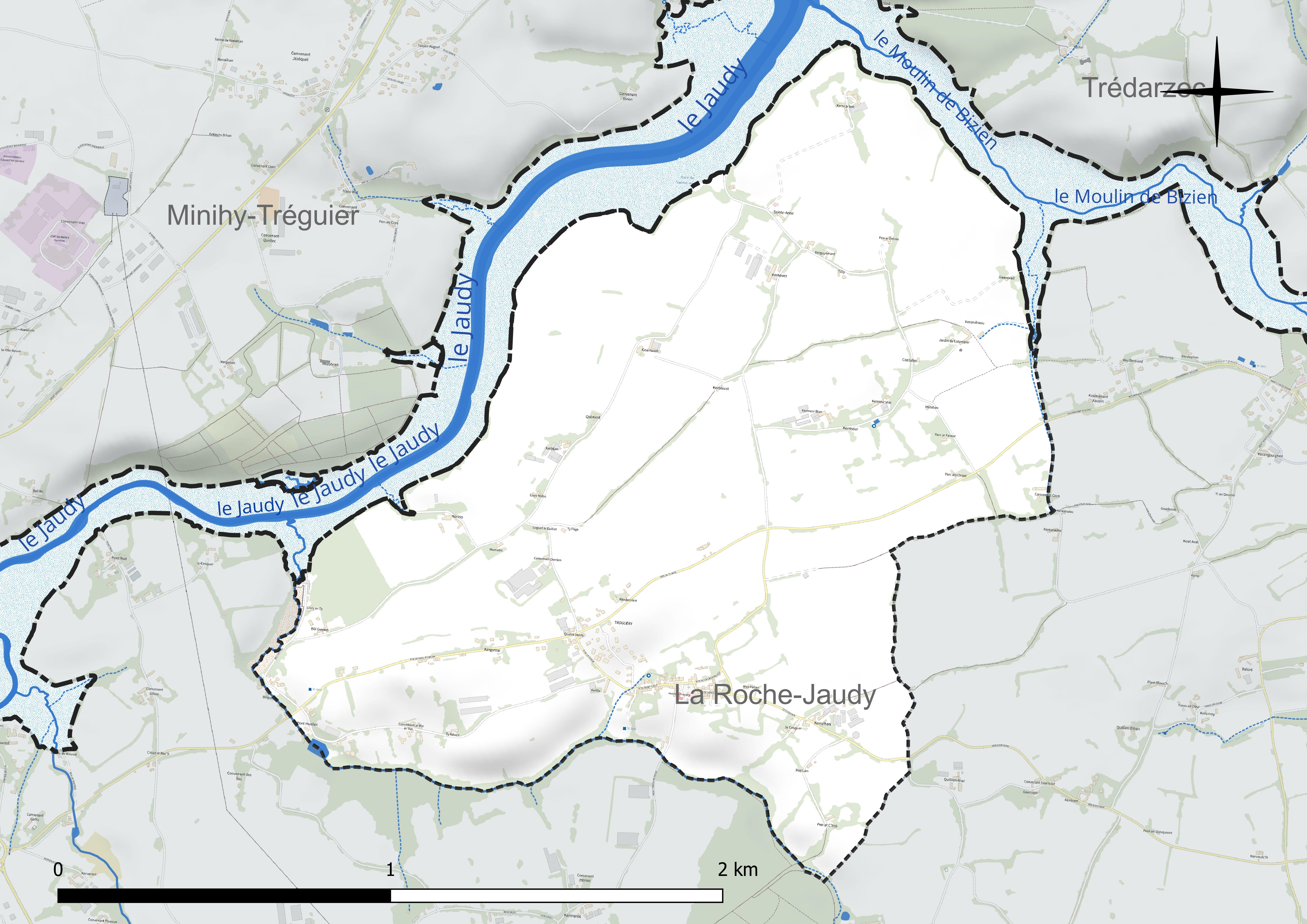
Réseau hydrographique de Troguéry.

Le Moulin de Bizien, d'une longueur de 11 km, prend sa source dans la commune de Ploëzal et se jette  dans le Jaudy en limite de Trédarzec et de Troguéry.

### Climat
Pour des articles plus généraux, voir Climat de la Bretagne et Climat des Côtes-d'Armor.
En 2010, le climat de la commune est de type climat océanique franc, selon une étude du Centre national de la recherche scientifique s'appuyant sur une série de données couvrant la période 1971-2000. En 2020, Météo-France publie une typologie des climats de la France métropolitaine dans laquelle la commune est exposée à un climat océanique et est dans la région climatique Finistère nord, caractérisée par une pluviométrie élevée, des températures douces en hiver (6 °C), fraîches en été et des vents forts. Parallèlement l'observatoire de l'environnement en Bretagne publie en 2020 un zonage climatique de la région Bretagne, s'appuyant sur des données de Météo-France de 2009. La commune est, selon ce zonage, dans la zone « Intérieur », exposée à un climat médian, à dominante océanique.
Pour la période 1971-2000, la température annuelle moyenne est de 11,3 °C, avec  une amplitude thermique annuelle de 10,1 °C. Le cumul annuel moyen de précipitations est de 805 mm, avec 14,1 jours de précipitations en janvier et 7 jours en juillet. Pour la période 1991-2020, la température moyenne annuelle observée sur la station météorologique la plus proche, située sur la commune de La Roche-Jaudy à 2 km à vol d'oiseau, est de 11,8 °C et le cumul annuel moyen de précipitations est de 887,1 mm,. Pour l'avenir, les paramètres climatiques de la commune estimés pour 2050 selon différents scénarios d'émission de gaz à effet de serre sont consultables sur un site dédié publié par Météo-France en novembre 2022.

## Urbanisme

### Typologie
Au 1er janvier 2024, Troguéry est catégorisée commune rurale à habitat dispersé, selon la nouvelle grille communale de densité à 7 niveaux définie par l'Insee en 2022.
Elle est située hors unité urbaine et hors attraction des villes,.
La commune, bordée par l'estuaire du Jaudy, est également une commune littorale au sens de la loi du 3 janvier 1986, dite loi littoral. Des dispositions spécifiques d’urbanisme s’y appliquent dès lors afin de préserver les espaces naturels, les sites, les paysages et l’équilibre écologique du littoral, tel le principe d'inconstructibilité, en dehors des espaces urbanisés, sur la bande littorale des 100 mètres, ou plus si le plan local d’urbanisme le prévoit.

### Occupation des sols
L'occupation des sols de la commune, telle qu'elle ressort de la base de données européenne d’occupation biophysique des sols Corine Land Cover (CLC), est marquée par l'importance des territoires agricoles (79,5 % en 2018), une proportion sensiblement équivalente à celle de 1990 (79,6 %). La répartition détaillée en 2018 est la suivante : 
terres arables (79,5 %), eaux continentales (13 %), zones urbanisées (7,5 %). L'évolution de l’occupation des sols de la commune et de ses infrastructures peut être observée sur les différentes représentations cartographiques du territoire : la carte de Cassini (XVIIIe siècle), la carte d'état-major (1820-1866) et les cartes ou photos aériennes de l'IGN pour la période actuelle (1950 à aujourd'hui).

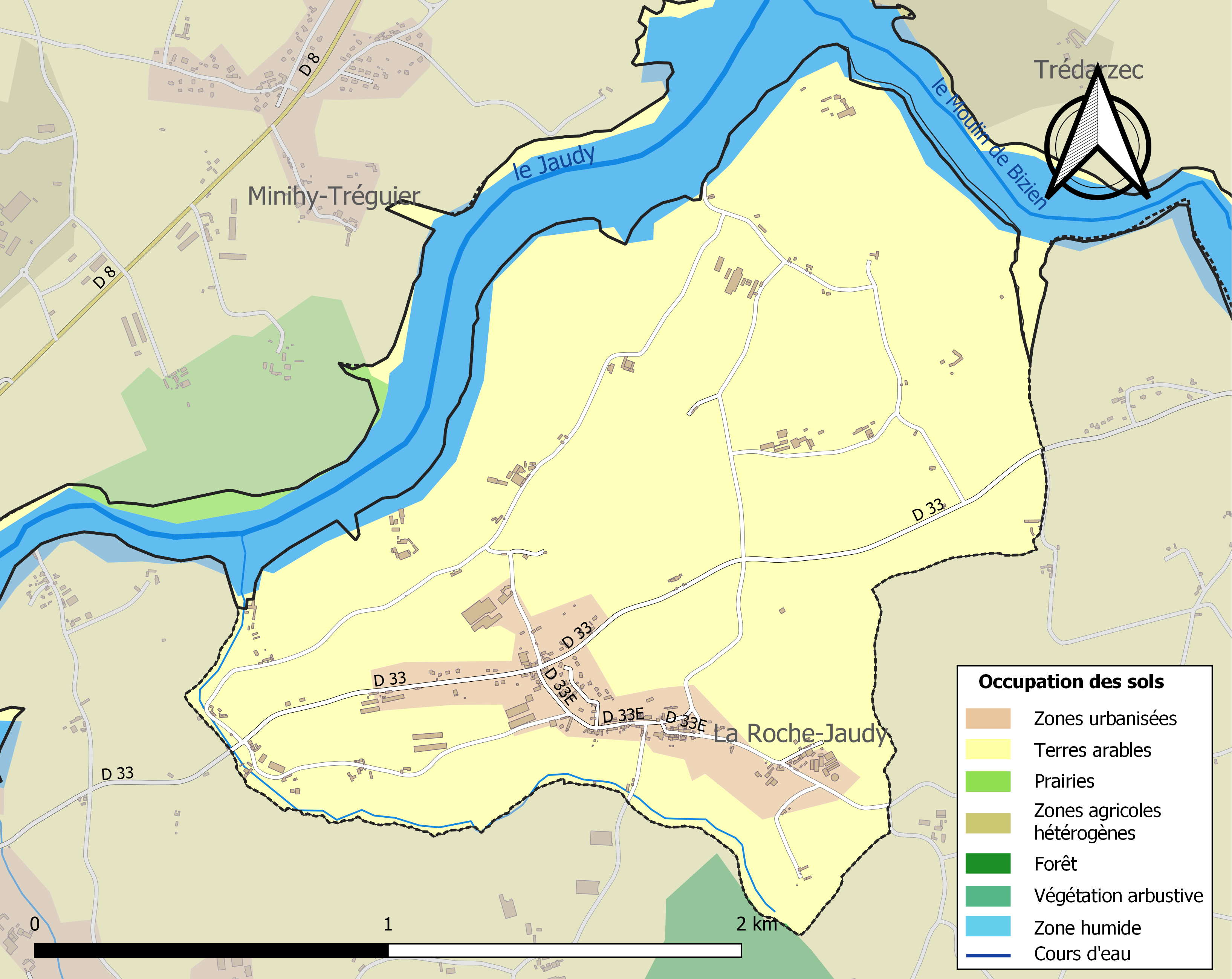
Carte des infrastructures et de l'occupation des sols de la commune en 2018 (CLC).

## Toponymie
Le nom de la localité est attesté sous les formes Treguerri en 1330, ecclesia de Treuguerri à la fin du XIVe siècle, Treauguery en 1427, Treuguerri en 1444, ecclesia de Tnouguerri en 1457, Treuguerri en 1461, Tnouguery en 1481, Trouguery en 1486, Treguerri, Treuguerri et Treuguerry en 1505, Tnouguery en 1547, Tuonguerry et Tnouguerry en 1554 et en 1614, Troguerry en 1600.

La forme actuelle Troguéry apparaît en 1709.
Troguéry vient du vieux breton treb (village) et, semble-t-il, d'un nom de personnage Guerry ou Geri, le « village de Héry ».

« Bien que son premier élément tro- paraisse remonter au vieux et moyen-breton tnou, aujourd'hui traou, traon, (« vallée »), les graphies les plus anciennes infirment cette hypothèse et dénoncent dans les formes Tnouguery des réfections analogiques. Le premier élément est de toute apparence le vieux-breton treb (« village »). Souvent noté en moyen-breton tref, le terme apparaît vers 1060 sous la forme treu dans une acte de l'abbaye de Saint-Georges de Rennes concernant Pleubian ».

« Quant au second élément, même s'il semble, à en juger notamment par la transcription Treauguery en 1427, avoir été assimilé au breton eogeri, ogeri (« rouissoir »), terme qui explique les lieux-dits Tossen-an-Oguéry ou Prat-Noguéry à Pommerit-Jaudy, son origine est sans doute différente. Un rouissoir dit Routoir-Coz, indiqué par l'ancien cadastre, non loin de l'église, ne saurait constituer un argument décisif en ce sens. Plus vraisemblable est d'y identifier un élément geri, sans doute nom d'homme, à l'origine également, précédé du breton toull (« trou ») et de l'article défini, de Toull-an-Héry, village de Plestin-les-Grèves, noté Toulanguerry en 1460 ».

## Histoire

### LeXXesiècle

#### Les guerres duXXesiècle
Le monument aux morts porte les noms des 29 soldats morts pour la Patrie :
- 20 sont morts durant la Première Guerre mondiale ;
- 9 sont morts durant la Seconde Guerre mondiale.

## Politique et administration
| Période                                  | Période                   | Identité         | Étiquette | Qualité                                   |
| ---------------------------------------- | ------------------------- | ---------------- | --------- | ----------------------------------------- |
| Les données manquantes sont à compléter. |                           |                  |           |                                           |
|                                          |                           | Louis Salliou    |           | Cultivateur                               |
| avant 1951                               | mai 1953                  | Yves Garel       | MRP       | Cultivateur exploitant                    |
| mai 1953                                 | mars 1977                 | Robert Guézennec |           | Cultivateur                               |
| mars 1977                                | mars 1983                 | François Perrot  |           |                                           |
| mars 1983                                | mars 2001                 | Jean Nicolas     |           | Agriculteur retraité                      |
| mars 2001                                | 4 avril 2014              | Serge Trogoff    |           | Assureur                                  |
| 4 avril 2014                             | En cours (au 25 mai 2020) | Serge Henry      |           | Enseignant Réélu pour le mandat 2020-2026 |

## Démographie
L'évolution du nombre d'habitants est connue à travers les recensements de la population effectués dans la commune depuis 1793. Pour les communes de moins de 10 000 habitants, une enquête de recensement portant sur toute la population est réalisée tous les cinq ans, les populations de référence des années intermédiaires étant quant à elles estimées par interpolation ou extrapolation. Pour la commune, le premier recensement exhaustif entrant dans le cadre du nouveau dispositif a été réalisé en 2008.

En 2022, la commune comptait 219 habitants, en évolution de −17,67 % par rapport à 2016 (Côtes-d'Armor : +1,78 %, France hors Mayotte : +2,11 %).
| 1793 | 1800 | 1806 | 1821 | 1831 | 1836 | 1841 | 1846 | 1851 |
| ---- | ---- | ---- | ---- | ---- | ---- | ---- | ---- | ---- |
| 381  | 560  | 513  | 513  | 563  | 543  | 570  | 598  | 618  |

| 1856 | 1861 | 1866 | 1872 | 1876 | 1881 | 1886 | 1891 | 1896 |
| ---- | ---- | ---- | ---- | ---- | ---- | ---- | ---- | ---- |
| 617  | 598  | 607  | 551  | 569  | 561  | 604  | 528  | 505  |

| 1901 | 1906 | 1911 | 1921 | 1926 | 1931 | 1936 | 1946 | 1954 |
| ---- | ---- | ---- | ---- | ---- | ---- | ---- | ---- | ---- |
| 516  | 504  | 447  | 409  | 436  | 398  | 417  | 412  | 300  |

| 1962 | 1968 | 1975 | 1982 | 1990 | 1999 | 2006 | 2008 | 2013 |
| ---- | ---- | ---- | ---- | ---- | ---- | ---- | ---- | ---- |
| 306  | 290  | 238  | 227  | 224  | 233  | 273  | 284  | 286  |

| 2018 | 2022 | - | - | - | - | - | - | - |
| ---- | ---- | - | - | - | - | - | - | - |
| 232  | 219  | - | - | - | - | - | - | - |

## Lieux et monuments

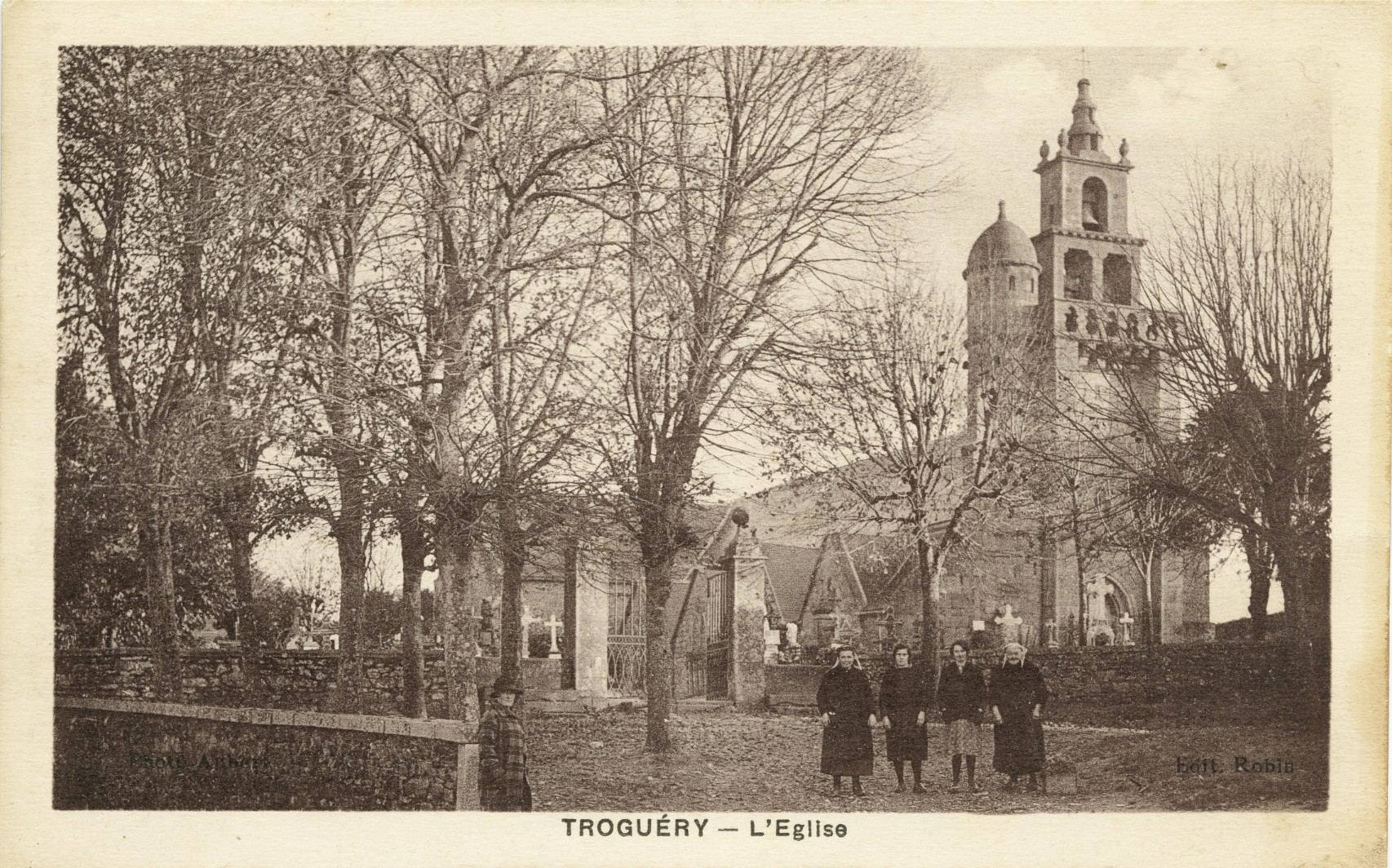
L'église (début XXe siècle)

- L'église (début XXe siècle)Le moulin du Cosquer dit de Bili-Gwenn, musée des techniques de meunerie, classé en 1999 au titre des Monuments historiques[28] ;
- le manoir de Kerandraou (XIVe-XVe siècle), classé en 2003 au titre des Monuments historiques[29] ;
- L'église de la Sainte-Trinité ;
- La chapelle Sainte-Anne.